# Halálozások 1989-ben
Ez a szócikk az 1989-es évben elhunyt nevezetes személyeket sorolja fel.

## Ismeretlen hónap
| Dátum          | Név                            | Foglalkozás / tisztség        | Kor | Forrás |
| -------------- | ------------------------------ | ----------------------------- | --- | ------ |
| Ismeretlen nap | Vorea Ujko (Domenico Bellizzi) | calabriai arberes (albán) író | 071 |        |

## December
| Dátum                 | Név                               | Foglalkozás / tisztség                                                             | Kor  | Forrás                                                      |
| --------------------- | --------------------------------- | ---------------------------------------------------------------------------------- | ---- | ----------------------------------------------------------- |
| december 31.          | Georges de Bourguignon            | olimpiai bronzérmes (1948) belga vívó                                              | 079  | –                                                           |
| december 31.          | Clarence Hammar                   | olimpiai bronzérmes (1928) svéd vitorlázó                                          | 090  |                                                             |
| december 31.          | Lantos Mihály                     | olimpiai bajnok (1952) labdarúgó, edző                                             | 061  | –                                                           |
| december 31.          | Pecsenke József                   | grafikus, festőművész, színész                                                     | 047  | –                                                           |
| december 31.          | Gerhard Schröder                  | német kereszténydemokrata politikus, miniszter                                     | 079  |                                                             |
| december 30.          | Mijazaki Jaszudzsi                | olimpiai bajnok (1932) japán úszó                                                  | 073  |                                                             |
| december 29.          | Süreyya Ağaoğlu (Sürəyya Ağaoğlu) | azeri-török író, az első török női jogász                                          | 086  |                                                             |
| december 29.          | Alexandr Večtomov                 | cseh csellóművész és zenepedagógus                                                 | 059  |                                                             |
| december 28.          | Pavel Kurocskin                   | szovjet-orosz katonatiszt, hadseregtábornok                                        | 089  | –                                                           |
| december 28.          | Hermann Oberth                    | erdélyi szász származású német fizikus                                             | 095  | –                                                           |
| december 27.          | Tiszay Magda                      | opera-énekesnő                                                                     | 070  | –                                                           |
| december 27.          | Giovanni Tubino                   | olimpiai bajnok (1920) olasz tornász                                               | 089  |                                                             |
| december 26.          | Lennox Berkeley                   | brit zeneszerző                                                                    | 086  | –                                                           |
| december 26.          | Ébner Jenő                        | római katolikus pap                                                                | 082  | –                                                           |
| december 26.          | Doug Harvey                       | kanadai jégkorongozó                                                               | 065  |                                                             |
| december 26.          | Váci András                       | festő, grafikus                                                                    | 061  | –                                                           |
| december 25.          | Elena Ceaușescu                   | Nicolae Ceaușescu felesége, a kommunista Románia alelnöke                          | 073  | –                                                           |
| december 25.          | Nicolae Ceaușescu                 | román kommunista politikus, Románia diktátora (1965–1989)                          | 071  | –                                                           |
| december 25.          | Gus Dahlström                     | svéd színész                                                                       | 083  |                                                             |
| december 25.          | Hajdú Sándor                      | bányász, költő, 1956-os forradalmár                                                | 076  | –                                                           |
| december 25.          | Riccardo Morandi                  | olasz hídépítő-mérnök                                                              | 087  |                                                             |
| december 25.          | Walter Ris                        | olimpiai bajnok (1948) amerikai úszó                                               | 0 65 |                                                             |
| december 24.          | Roger Pigaut                      | francia színész, forgatókönyvíró, filmrendező                                      | 070  |                                                             |
| december 24.          | Szőnyi Kató                       | Jászai Mari-díjas színésznő, bábrendező                                            | 071  | –                                                           |
| december 23.          | Milko Gajdarszki                  | válogatott bolgár labdarúgó                                                        | 043  | –                                                           |
| december 23.          | Richard Rado                      | magyar származású angol matematikus                                                | 083  | –                                                           |
| december 23.          | Lennart Strandberg                | svéd rövidtávfutó                                                                  | 074  |                                                             |
| december 22. vagy 23. | Müller László                     | erdélyi magyar sorkatona, az 1989-es romániai forradalom áldozata                  | 028  | –                                                           |
| december 22.          | Samuel Beckett                    | ír költő, próza- és drámaíró                                                       | 083  | –                                                           |
| december 22.          | Vasile Milea                      | román katonatiszt és politikus, hadügyminiszter (1985–1989)                        | 062  | –                                                           |
| december 22.          | Muzsnayné Csizmadia Gabriella     | ifjúsági író                                                                       | 096  | –                                                           |
| december 21.          | Hegyi Lajos                       | erdélyi matematikus, 1989-es forradalom hat marosvásárhelyi áldozatának egyike     | 025  | –                                                           |
| december 19.          | Stella Gibbons                    | angol költő, író, újságíró                                                         | 077  |                                                             |
| december 19.          | Óndra Łysohorsky                  | cseh-sziléziai költő, író, nyelvész, műfordító                                     | 084  |                                                             |
| december 19.          | Preben Mahrt                      | dán színész                                                                        | 069  |                                                             |
| december 19.          | Rédly Pál                         | gépészmérnök                                                                       | 087  | –                                                           |
| december 19.          | Georges Rouquier                  | francia színész és filmrendező                                                     | 080  |                                                             |
| december 18.          | Bobby Capó                        | Puerto Ricó-i énekes és dalszerző                                                  | 067  |                                                             |
| december 18.          | Enar Josefsson                    | olimpiai bronzérmes (1952) és világbajnok svéd síelő                               | 073  |                                                             |
| december 18.          | Sarkantyu Simon                   | Munkácsy Mihály-díjas festőművész                                                  | 068  | –                                                           |
| december 17.          | Reiter Róbert                     | költő, műfordító, helytörténész                                                    | 090  | –                                                           |
| december 17.          | Luciano Salce                     | olasz filmrendező, forgatókönyvíró, színész                                        | 067  |                                                             |
| december 17.          | Vermesy Péter                     | erdélyi magyar zeneszerző                                                          | 050  | –                                                           |
| december 16.          | Oscar Alfredo Gálvez              | argentin autóversenyző                                                             | 076  | –                                                           |
| december 16.          | Silvana Mangano                   | olasz színésznő                                                                    | 059  | –                                                           |
| december 16.          | Nagy István                       | labdarúgó                                                                          | 039  | –                                                           |
| december 16.          | Gianni Poggi                      | olasz operaénekes                                                                  | 068  |                                                             |
| december 16.          | Aileen Pringle                    | amerikai színésznő                                                                 | 094  |                                                             |
| december 16.          | Lee van Cleef                     | amerikai filmszínész, akit Olaszországban készült spagettiwesternek tettek híressé | 064  | –                                                           |
| december 15.          | Anders Andersson                  | olimpiai ezüstérmes (1964) svéd jégkorongozó                                       | 052  |                                                             |
| december 15.          | Charles Holland                   | olimpiai bronzérmes (1932) brit kerékpárversenyző                                  | 081  |                                                             |
| december 14.          | Ants Eskola                       | észt színész és énekes                                                             | 081  |                                                             |
| december 14.          | Jock Mahoney                      | amerikai színész és kaszkadőr                                                      | 070  |                                                             |
| december 14.          | Andrej Dmitrijevics Szaharov      | orosz magfizikus, politikai menekült, az 1975. évi Nobel-békedíj kitüntetettje     | 068  | –                                                           |
| december 12.          | Michał Woysym-Antoniewicz         | olimpiai ezüstérmes (1928) lengyel lovas                                           | 092  |                                                             |
| december 11.          | Borsányi Attila                   | labdarúgó                                                                          | 045  | –                                                           |
| december 10.          | Frederick Hedges                  | olimpiai bronzérmes (1928) kanadai evezős                                          | 086  |                                                             |
| december 9.           | Kaikó Takesi                      | japán író, újságíró                                                                | 058  | –                                                           |
| december 9.           | R. G. Springsteen                 | amerikai színész, rendező                                                          | 085  |                                                             |
| december 8.           | Máté Imre                         | költő                                                                              | 053  | –                                                           |
| december 7.           | Hans Hartung                      | német-francia festő                                                                | 085  |                                                             |
| december 6.           | Sammy Fain                        | amerikai musical- és filmzeneszerző                                                | 087  |                                                             |
| december 6.           | Jodál Gábor                       | zeneszerző                                                                         | 076  | –                                                           |
| december 6.           | John Payne                        | amerikai színész, énekes                                                           | 077  |                                                             |
| december 6.           | Ćamil Sijarić                     | montenegrói író                                                                    | 075  |                                                             |
| december 5.           | Edoardo Amaldi                    | olasz fizikus                                                                      | 081  | –                                                           |
| december 5.           | John Pritchard                    | angol karmester                                                                    | 068  |                                                             |
| december 3.           | Fernando Martín Espina            | olimpiai ezüstérmes (1984) spanyol kosárlabdázó                                    | 027  |                                                             |
| december 1.           | Alvin Ailey                       | afroamerikai táncos, koreográfus és társadalmi aktivista                           | 058  |                                                             |
| december 1.           | Makkai László                     | történész                                                                          | 075  | –                                                           |
| december 1.           | William Vandivert                 | amerikai fotográfus, a Magnum Photos egyik alapítója                               | 077  | Archiválva 2022. július 17-i dátummal a Wayback Machine-ben |

## November
| Dátum          | Név                                     | Foglalkozás / tisztség                                     | Kor | Forrás |
| -------------- | --------------------------------------- | ---------------------------------------------------------- | --- | ------ |
| Ismeretlen nap | Édouard Candeveau                       | olimpiai bajnok (1924) svájci evezős                       | 091 |        |
| november 29.   | Rolf Turkka                             | olimpiai bronzérmes (1952) finn vitorlázó                  | 074 |        |
| november 29.   | Zombori Ödön                            | olimpiai bajnok birkózó                                    | 083 | –      |
| november 28.   | Arsenie Boca                            | román ortodox szerzetes pap, teológus                      | 079 | –      |
| november 27.   | Tomas Garbizu                           | baszk zenész, zeneszerző                                   | 088 |        |
| november 27.   | Carlos Arias Navarro                    | spanyol politikus, miniszterelnök (1973–1976)              | 080 |        |
| november 25.   | Bözödi György                           | író, szociográfus, történész                               | 076 | –      |
| november 25.   | Claus Clausen                           | német színész                                              | 090 |        |
| november 25.   | Birago Diop                             | szenegáli író                                              | 082 |        |
| november 23.   | Martin Glaessner                        | cseh-osztrák származású ausztrál geológus és paleontológus | 082 |        |
| november 23.   | Armand Salacrou                         | francia drámaíró                                           | 090 | [ 4 ]  |
| november 22.   | Robert Berri                            | francia színész                                            | 076 |        |
| november 22.   | René Moawad                             | libanoni politikus, elnök (1989)                           | 064 | –      |
| november 21.   | Peter Burton                            | angol színész                                              | 068 |        |
| november 21.   | Nagyajtósi István                       | pedagógus                                                  | 081 | –      |
| november 21.   | Szepsy Zoltán                           | romániai magyar gyógyszerész, történeti szakíró            | 078 | –      |
| november 20.   | Lynn Bari                               | amerikai színésznő                                         | 075 |        |
| november 20.   | Leonardo Sciascia                       | olasz író, politikus, dramaturg                            | 068 | –      |
| november 19.   | Kovács Károly Pál                       | Kossuth-díjas villamosmérnök, gépészmérnök                 | 081 | –      |
| november 19.   | Vadász Zoltán                           | színművész                                                 | 063 | –      |
| november 18.   | Edvin Laine                             | finn rendező, színész                                      | 084 |        |
| november 18.   | Hendrik de Vries                        | holland költő és festő                                     | 093 |        |
| november 16.   | Marie Uchytilová                        | cseh szobrász és éremművész                                | 065 |        |
| november 15.   | Constance Binney                        | amerikai színésznő és táncosnő                             | 093 |        |
| november 15.   | Kállai Lipót                            | válogatott labdarúgó                                       | 076 | –      |
| november 14.   | Rémi Laurent                            | francia színész                                            | 032 | –      |
| november 14.   | Martos Ferenc                           | bányamérnök                                                | 071 | –      |
| november 14.   | Jimmy Murphy                            | walesi labdarúgó, edző                                     | 079 | –      |
| november 13.   | Victor Davis                            | olimpiai bajnok (1984) és világbajnok kanadai úszó         | 025 |        |
| november 13.   | II. Ferenc József liechtensteini herceg | Liechtenstein fejedelme 1938 és 1989 között                | 083 | –      |
| november 12.   | Dolores Ibárruri                        | baszk nemzetiségű spanyol kommunista újságíró, politikus   | 093 | –      |
| november 12.   | Lakatos Gabriella                       | Kossuth-díjas táncművész                                   | 062 | –      |
| november 12.   | Victor Putmans                          | válogatott belga labdarúgó                                 | 075 | –      |
| november 9.    | Alfonz Bednár                           | szlovák író, gyermekkönyvíró                               | 075 |        |
| november 9.    | Nenad Petrović                          | horvát sakkozó, sakkfeladványszerző                        | 082 |        |
| november 8.    | Leen Vente                              | válogatott holland labdarúgó                               | 078 | –      |
| november 8.    | Mary Agnes Yerkes                       | amerikai festő, fotográfus                                 | 103 |        |
| november 7.    | Jan Skácel                              | cseh-morva költő                                           | 067 |        |
| november 6.    | Magdeleine Hutin                        | francia hittérítő                                          | 091 | –      |
| november 6.    | Makay Margit                            | színésznő                                                  | 098 | –      |
| november 5.    | Vladimir Horowitz                       | orosz zongoraművész                                        | 086 | –      |
| november 4.    | Bohumil Váňa                            | világbajnok cseh asztaliteniszező                          | 069 |        |
| november 3.    | Zelma O'Neal                            | amerikai színésznő, énekesnő, táncosnő                     | 086 |        |
| november 3.    | Sándor Iza                              | színésznő                                                  | 074 | –      |
| november 3.    | Tábori András                           | újságíró                                                   | 061 | –      |
| november 2.    | Hermann Bengtson                        | német ókortörténész                                        | 080 |        |
| november 2.    | Ronyecz Mária                           | Jászai Mari-díjas színésznő                                | 045 | –      |
| november 1.    | Gerrit Bol                              | holland matematikus                                        | 083 | –      |
| november 1.    | Mihaela Runceanu                        | román popénekesnő                                          | 034 |        |
| november 1.    | Max Streib                              | svájci kézilabdázó                                         | 076 | –      |

## Október
| Dátum       | Név                          | Foglalkozás / tisztség                                                | Kor | Forrás |
| ----------- | ---------------------------- | --------------------------------------------------------------------- | --- | ------ |
| október 31. | Conrad Beck                  | svájci zeneszerző                                                     | 088 |        |
| október 31. | Sune Lindström               | svéd építész                                                          | 082 | –      |
| október 30. | Lindenmayer Arisztid         | biológus                                                              | 063 | –      |
| október 30. | Raymond Offner               | olimpiai ezüstérmes (1948) francia kosárlabdázó                       | 061 |        |
| október 30. | Révay István                 | történész, demográfus, politikus és újságíró                          | 090 | –      |
| október 30. | Pedro Vargas                 | mexikói énekes és színész                                             | 083 |        |
| október 28. | Káteb Jászín                 | algériai író, költő                                                   | 060 | –      |
| október 28. | Laurent Di Lorto             | válogatott francia labdarúgó                                          | 080 | –      |
| október 27. | Rácz Győző                   | erdélyi magyar filozófus, esszéíró, irodalomkritikus, szerkesztő      | 054 | –      |
| október 27. | Szomori Sándor               | válogatott kézilabdázó, olimpikon (1936)                              | 078 |        |
| október 27. | Alfred Wilson                | olimpiai bajnok (1924) amerikai evezős                                | 085 |        |
| október 26. | Charles J. Pedersen          | Nobel-díjas amerikai kémikus                                          | 085 |        |
| október 26. | Anders Rydberg               | svéd labdarúgó                                                        | 086 | –      |
| október 25. | Mary McCarthy                | amerikai író, kritikus, politikai aktivista                           | 077 |        |
| október 25. | Gerard Walschap              | belgiumi flamand író                                                  | 091 |        |
| október 24. | Ronald Davis                 | olimpiai ezüstérmes (1948) brit gyeplabdázó                           | 074 |        |
| október 24. | Jerzy Kukuczka               | lengyel hegymászó                                                     | 041 | –      |
| október 24. | Sahib Shihab                 | amerikai dzsessz- és hard bopszaxofonos                               | 064 |        |
| október 23. | Kántor Sándor                | Kossuth-díjas fazekasmester                                           | 095 | –      |
| október 22. | Ewan MacColl                 | brit énekes, dalszerző, népdalgyűjtő, politikai aktivista             | 074 |        |
| október 21. | Cencio Mantovani             | olimpiai ezüstérmes (1964) olasz kerékpárversenyző                    | 048 |        |
| október 20. | Anthony Quayle               | brit színész, színházi rendező                                        | 076 |        |
| október 19. | Király István                | irodalomtörténész, politikus, országgyűlési képviselő                 | 068 | –      |
| október 17. | Mark Grigorjevics Krejn      | Wolf-díjas (1982) szovjet matematikus                                 | 082 |        |
| október 16. | Walter Farley                | amerikai író, ifjúsági író                                            | 074 |        |
| október 16. | Mario Viana                  | brazil nemzetközi labdarúgó-játékvezető                               | 087 | –      |
| október 16. | Cornel Wilde                 | magyar-zsidó származású amerikai színész és filmrendező               | 074 |        |
| október 15. | Danilo Kiš                   | magyar-zsidó származású jugoszláv (szerb) író                         | 054 | –      |
| október 15. | Scott O'Dell                 | amerikai író, gyermekkönyv-író                                        | 091 |        |
| október 15. | Heinrich Walter              | orosz származású német geobotanikus és öko-fiziológus                 | 090 |        |
| október 14. | Ingeborg Brams               | dán színésznő                                                         | 067 |        |
| október 14. | Lucy Doraine (Kovács Ilonka) | magyar-amerikai színésznő                                             | 091 |        |
| október 14. | Thury Zsuzsa                 | író                                                                   | 088 | –      |
| október 14. | Amancio Williams             | argentin építész                                                      | 076 |        |
| október 13. | Fred Agabashian              | örmény-amerikai autóversenyző                                         | 076 | –      |
| október 13. | Benamy Sándor                | író, újságíró, műfordító                                              | 090 | –      |
| október 13. | Federico Coullaut-Valera     | spanyol szobrász                                                      | 077 |        |
| október 13. | Herbert Wildman              | olimpiai bronzérmes (1932) amerikai vízilabdázó                       | 077 |        |
| október 13. | Cesare Zavattini             | olasz író, költő, újságíró, forgatókönyvíró, festő                    | 087 |        |
| október 12. | Franco Luambo                | kongói zenész, énekes, zeneszerző                                     | 051 |        |
| október 11. | M. King Hubbert              | amerikai geológus                                                     | 086 | –      |
| október 11. | Paul Shenar                  | amerikai színész                                                      | 053 | –      |
| október 10. | William Markus               | finn színész                                                          | 072 |        |
| október 9.  | Ernst Andersson              | svéd labdarúgó                                                        | 080 | –      |
| október 8.  | Oscar Moglia                 | olimpiai bronzérmes (1956) uruguayi kosárlabdázó                      | 054 |        |
| október 6.  | Bette Davis                  | amerikai színésznő                                                    | 081 | –      |
| október 6.  | Jacques Doniol-Valcroze      | francia filmrendező, forgatókönyvíró, színész                         | 069 | –      |
| október 6.  | František Faltus             | cseh építőmérnök                                                      | 088 |        |
| október 6.  | Howard Garns                 | amerikai építész, a szúdoku mai változatának megalkotója              | 084 |        |
| október 6.  | Paul Henry                   | válogatott belga labdarúgó                                            | 077 | –      |
| október 5.  | Ernesto Formenti             | olimpiai bajnok (1948) olasz ökölvívó                                 | 062 |        |
| október 4.  | Graham Chapman               | angol színész, humorista, a Monty Python-csoport tagja                | 048 | –      |
| október 4.  | Frederic de Hoffmann         | osztrák származású amerikai atomfizikus, a Manhattan terv résztvevője | 035 |        |
| október 4.  | Keleti Tamás                 | biokémikus                                                            | 062 | –      |
| október 4.  | Noël-Noël                    | francia színész                                                       | 092 | [ 5 ]  |
| október 3.  | Yvonne Sylvain               | haiti orvos, szülész-nőgyógyász, az első orvosnő az országban         | 082 |        |
| október 2.  | Paola Barbara                | olasz színésznő                                                       | 077 | [ 6 ]  |
| október 2.  | Vittorio Caprioli            | olasz színész, forgatókönyvíró, filmrendező                           | 068 |        |
| október 1.  | Carlo Dapporto               | olasz színész                                                         | 078 |        |
| október 1.  | Oskar Davičo                 | szerb költő, író                                                      | 080 | [ 7 ]  |
| október 1.  | Vasilijus Matuševas          | olimpiai bajnok (1968) szovjet-litván röplabdázó                      | 044 | [ 8 ]  |

## Szeptember
| Dátum            | Név                    | Foglalkozás / tisztség                                                                                          | Kor | Forrás                                                        |
| ---------------- | ---------------------- | --- | --- | ------------------------------------------------------------- |
| Ismeretlen dátum | Henri Disy             | olimpiai bronzérmes (1936) belga vízilabdázó                                                                    | 076 |                                                               |
| szeptember 30.   | Nel Klaassen           | holland szobrász                                                                                                | 082 |                                                               |
| szeptember 30.   | Derelys Perdue         | amerikai színésznő                                                                                              | 087 |                                                               |
| szeptember 30.   | Ludwig Schuberth       | osztrák kézilabdázó                                                                                             | 078 | –                                                             |
| szeptember 30.   | Virgil Thomson         | amerikai zeneszerző                                                                                             | 092 |                                                               |
| szeptember 29.   | Farkas János           | olimpiai bajnok labdarúgó                                                                                       | 047 | –                                                             |
| szeptember 29.   | Georges Ulmer          | dán-francia zeneszerző, énekes,színész                                                                          | 070 |                                                               |
| szeptember 28.   | José Arribas           | francia labdarúgó, edző                                                                                         | 068 | –                                                             |
| szeptember 28.   | Ferdinand Marcos       | Fülöp-szigeteki politikus                                                                                       | 072 | –                                                             |
| szeptember 25.   | Lehel György           | karmester | 063 | –                                                             |
| szeptember 24.   | Åke Pleijel            | svéd matematikus                                                                                                | 076 |                                                               |
| szeptember 23.   | Kulka Frigyes          | orvos | 064 | –                                                             |
| szeptember 22.   | Irving Berlin          | orosz származású amerikai zeneszerző és szövegíró                                                               | 101 | –                                                             |
| szeptember 22.   | Lakatos István         | zenetörténész                                                                                                   | 094 | –                                                             |
| szeptember 22.   | Vető Lajos             | evangélikus lelkész, püspök                                                                                     | 084 | –                                                             |
| szeptember 20.   | Mihajlo Andrejević     | szerb nemzetközi labdarúgó-játékvezető                                                                          | 091 | –                                                             |
| szeptember 20.   | Richie Ginther         | amerikai Formula 1-es autóversenyző                                                                             | 059 | –                                                             |
| szeptember 20.   | Raffai Sarolta         | író, költő, pedagógus, országgyűlési képviselő                                                                  | 059 | –                                                             |
| szeptember 19.   | Alma Lavenson          | amerikai fotográfus                                                                                             | 092 |                                                               |
| szeptember 19.   | Willie Steele          | olimpiai bajnok (1948) amerikai távolugró                                                                       | 066 |                                                               |
| szeptember 18.   | Aleksandra Śląska      | lengyel színésznő                                                                                               | 063 | Archiválva 2021. december 26-i dátummal a Wayback Machine-ben |
| szeptember 18.   | Antoni Vila i Arrufat  | katalán grafikus, festő, muralista                                                                              | 094 |                                                               |
| szeptember 17.   | Znorovszky Attila      | erdélyi magyar közíró, rendező                                                                                  | 046 | –                                                             |
| szeptember 16.   | Dévényi Antal          | festőművész | 079 | –                                                             |
| szeptember 15.   | Antalffy Mária         | grafikus, keramikus, szobrász                                                                                   | 067 | –                                                             |
| szeptember 15.   | Denis Richet           | francia történész                                                                                               | 061 |                                                               |
| szeptember 15.   | Thury Lajos            | író, újságíró                                                                                                   | 093 | –                                                             |
| szeptember 15.   | Robert Penn Warren     | amerikai költő, író, irodalomkritikus                                                                           | 084 |                                                               |
| szeptember 14.   | John Bright            | amerikai újságíró, forgatókönyvíró, társadalmi aktivista                                                        | 089 |                                                               |
| szeptember 14.   | Nicolás Cabrera        | spanyol fizikus                                                                                                 | 076 |                                                               |
| szeptember 14.   | Pérez Prado            | kubai zenekarvezető, zongorista, zeneszerző                                                                     | 072 | –                                                             |
| szeptember 13.   | Dudás Zoltán           | válogatott labdarúgó                                                                                            | 056 | –                                                             |
| szeptember 13.   | Horváth Jenő           | erdélyi magyar író, költő, publicista                                                                           | 088 | –                                                             |
| szeptember 13.   | Ratkó József           | József Attila-díjas költő                                                                                       | 053 | –                                                             |
| szeptember 12.   | Valentīns Skulme       | szovjet-lett színész                                                                                            | 067 |                                                               |
| szeptember 11.   | Édouard Harzic         | francia nemzetközi labdarúgó-játékvezető                                                                        | 082 | –                                                             |
| szeptember 6.    | Gina Manès             | francia színésznő                                                                                               | 096 |                                                               |
| szeptember 5.    | Halasi Gyula           | erdélyi magyar színművész                                                                                       | 072 | –                                                             |
| szeptember 5.    | Nemeskéri János        | antropológus | 075 | –                                                             |
| szeptember 5.    | John Barkley Rosser    | amerikai logikus, matematikus                                                                                   | 081 |                                                               |
| szeptember 4.    | Bernard Belleau        | kanadai biokémikus és farmakológus                                                                              | 064 |                                                               |
| szeptember 4.    | Colin Clark            | brit-ausztrál közgazdász                                                                                        | 083 |                                                               |
| szeptember 4.    | Ronald Syme            | új-zélandi születésű brit ókortörténész                                                                         | 086 |                                                               |
| szeptember 3.    | Gaetano Scirea         | olasz labdarúgó                                                                                                 | 036 | –                                                             |
| szeptember 3.    | Georges Simenon        | francia nyelvű belga író                                                                                        | 086 | –                                                             |
| szeptember 3.    | Kurt Stern             | német filmrendező, politikus                                                                                    | 081 | –                                                             |
| szeptember 3.    | Jan Trepczik           | kasub költő, énekes, lexikográfus                                                                               | 081 |                                                               |
| szeptember 3.    | Varga Ferenc           | szobrász | 083 | –                                                             |
| szeptember 1.    | Kazimierz Deyna        | olimpiai bajnok lengyel labdarúgó                                                                               | 041 | –                                                             |
| szeptember 1.    | Cyril Gill             | olimpiai bronzérmes (1928) brit futó                                                                            | 087 |                                                               |
| szeptember 1.    | Kresz Mária            | néprajzkutató, muzeológus                                                                                       | 070 | –                                                             |
| szeptember 1.    | Géza Tolnay Winternitz | magyar származású katalán üzletember, iparos, a Katalán-Magyar Kulturális Egyesület egyik alapítója és alelnöke | 080 |                                                               |

## Augusztus
| Dátum         | Név                 | Foglalkozás / tisztség                                                           | Kor | Forrás |
| ------------- | ------------------- | -------------------------------------------------------------------------------- | --- | ------ |
| augusztus 31. | Michele Cascella    | olasz festő                                                                      | 096 | [ 11 ] |
| augusztus 31. | Kacziba József      | katolikus pap                                                                    | 075 | –      |
| augusztus 29. | Pua Kealoha         | olimpiai bajnok (1920) amerikai úszó                                             | 086 |        |
| augusztus 29. | Peter Scott         | brit ornitológus, természetvédő, festő                                           | 079 |        |
| augusztus 29. | Charles Sheaffer    | olimpiai bronzérmes (1932) amerikai gyeplabdázó                                  | 084 |        |
| augusztus 28. | Ondine              | amerikai színész                                                                 | 052 |        |
| augusztus 27. | Luiz Luz            | brazil labdarúgó                                                                 | 079 | –      |
| augusztus 27. | Bill Shirley        | amerikai színész és énekes                                                       | 068 |        |
| augusztus 26. | Hans Børli          | norvég költő, író                                                                | 070 |        |
| augusztus 26. | Raffaello Gambino   | olimpiai bronzérmes (1952) olasz vízilabdázó                                     | 061 |        |
| augusztus 26. | Irving Stone        | amerikai író                                                                     | 086 | –      |
| augusztus 25. | Abkarovits Endre    | magyar-német szakos főiskolai tanár, irodalomtörténész                           | 078 | –      |
| augusztus 25. | Gunnar Berg         | dán zeneszerző és zongoraművész                                                  | 080 |        |
| augusztus 25. | Jacques Castelot    | belga-francia színész                                                            | 075 |        |
| augusztus 25. | Alfredo Ceschiatti  | brazil szobrász                                                                  | 070 | –      |
| augusztus 25. | Frank Henry         | olimpiai bajnok (1948) amerikai lovas                                            | 079 |        |
| augusztus 25. | Mályusz Elemér      | történész                                                                        | 091 | –      |
| augusztus 25. | Roman Palester      | lengyel zeneszerző                                                               | 081 | –      |
| augusztus 25. | Jean-Louis Verdier  | francia matematikus                                                              | 054 |        |
| augusztus 24. | Jacques Godechot    | francia történész                                                                | 082 |        |
| augusztus 23. | Erik Almgren        | válogatott svéd labdarúgó, edző                                                  | 081 | –      |
| augusztus 23. | Ronald David Laing  | skót orvos, pszichiáter, pszichológus                                            | 061 | –      |
| augusztus 22. | Robert Grondelaers  | olimpiai bajnok (1952) belga kerékpáros                                          | 056 |        |
| augusztus 22. | Lillebil Ibsen      | norvég színésznő és táncosnő                                                     | 090 |        |
| augusztus 22. | Alekszandr Jakovlev | szovjet-orosz repülőmérnök és repülőgéptervező                                   | 083 | –      |
| augusztus 22. | Huey P. Newton      | afroamerikai polgárjogi aktivista, a Fekete Párducok mozgalom egyik megalapítója | 047 |        |
| augusztus 21. | Raul Seixas         | brazil popénekes és dalszerző                                                    | 044 | [ 12 ] |
| augusztus 20. | George Adamson      | brit zoológus, természetvédő                                                     | 083 |        |
| augusztus 20. | Joseph LaShelle     | Oscar-díjas amerikai operatőr                                                    | 089 |        |
| augusztus 19. | Ernst van den Berg  | olimpiai bronzérmes (1936) holland gyeplabdázó                                   | 073 |        |
| augusztus 19. | Képes Géza          | költő, műfordító, tanár, a Magvető Könyvkiadó egyik alapítója                    | 080 | –      |
| augusztus 19. | Simon Sándor        | kohómérnök                                                                       | 065 | –      |
| augusztus 18. | Németh Imre         | olimpiai bajnok atléta, kalapácsvető, sportvezető                                | 071 | –      |
| augusztus 18. | Chrissie White      | brit-amerikai színésznő                                                          | 094 |        |
| augusztus 16. | Amanda Blake        | amerikai színésznő                                                               | 060 |        |
| augusztus 16. | Szász Károly        | erdélyi magyar muzikológus, zenei szakíró                                        | 074 | –      |
| augusztus 15. | Genda Minoru        | japán katona, a Pearl Harbor-i támadás tervezője                                 | 084 | –      |
| augusztus 15. | Wolfram Eberhard    | német sinológus, szociológus, etnográfus                                         | 080 | –      |
| augusztus 14. | Hauptmann Ferdinánd | katolikus pap, temesvári ordinárius                                              | 076 | –      |
| augusztus 13. | Roldano Lupi        | olasz színész                                                                    | 080 | [ 13 ] |
| augusztus 12. | William Shockley    | Nobel-díjas amerikai mérnök, fizikus, feltaláló                                  | 079 |        |
| augusztus 12. | František Wolf      | cseh-amerikai matematikus                                                        | 084 |        |
| augusztus 11. | Bordi András        | festőművész, művészpedagógus, múzeumigazgató                                     | 084 | –      |
| augusztus 10. | Pierre Matisse      | francia-amerikai műkincskereskedő, Henri Matisse fia                             | 089 |        |
| augusztus 10. | Alberto Sols        | spanyol orvos, biokémikus                                                        | 072 | [ 14 ] |
| augusztus 8.  | Bokros János        | költő                                                                            | 050 | –      |
| augusztus 8.  | Brian Naylor        | brit autóversenyző, Formula–1-es pilóta                                          | 066 | –      |
| augusztus 8.  | Jiří Šotola         | cseh költő, író, drámaíró                                                        | 065 |        |
| augusztus 8.  | Willinger László    | fotóművész                                                                       | 080 | –      |
| augusztus 6.  | Hubert Beuve-Méry   | francia újságíró, a Le Monde alapítója                                           | 087 |        |
| augusztus 4.  | Paul Murry          | amerikai képregényrajzoló                                                        | 077 |        |
| augusztus 4.  | Leo Riuttu          | finn színész                                                                     | 076 |        |
| augusztus 3.  | Antonia Brico       | holland származású amerikai karmester és zongoraművész                           | 087 |        |
| augusztus 3.  | Orován Egon         | magyar-brit fizikus, metallurgus                                                 | 087 | –      |
| augusztus 3.  | Ruth Lyttle Satter  | amerikai botanikus, kronobiológus, matematikus                                   | 066 | –      |
| augusztus 3.  | Ulla Sjöblom        | svéd színésznő                                                                   | 062 |        |
| augusztus 2.  | Luiz Gonzaga        | brazil énekes, népzenész, dalszerző                                              | 076 |        |
| augusztus 2.  | Urr Ida             | költő, orvos                                                                     | 084 | –      |
| augusztus 1.  | John Ogdon          | angol zongoraművész és zeneszerző                                                | 052 |        |

## Július
| Dátum      | Név                                           | Foglalkozás / tisztség                                                           | Kor | Forrás                                                       |
| ---------- | --------------------------------------------- | -------------------------------------------------------------------------------- | --- | ------------------------------------------------------------ |
| július 31. | Fehér Ferenc                                  | vajdasági (jugoszláv) magyar költő                                               | 066 | –                                                            |
| július 31. | Gyenge Anna                                   | opera-énekesnő (szoprán), színésznő                                              | 095 | –                                                            |
| július 30. | Lily Broberg                                  | dán színésznő                                                                    | 065 |                                                              |
| július 29. | Lendvai György                                | karmester                                                                        | 052 | –                                                            |
| július 27. | Szirtes Ádám                                  | Kossuth-díjas színművész                                                         | 064 | –                                                            |
| július 24. | Walter Dick                                   | skóciai születésű válogatott amerikai labdarúgó                                  | 083 | –                                                            |
| július 24. | Kulin László                                  | orvos, gyermekorvos                                                              | 084 | –                                                            |
| július 24. | Ernie Morrison                                | afroamerikai színész, gyerekszínész                                              | 076 |                                                              |
| július 24. | Mark Morrisroe                                | amerikai performansz-művész és fotográfus                                        | 030 |                                                              |
| július 23. | Donald Barthelme                              | amerikai író                                                                     | 058 |                                                              |
| július 23. | Àngel Planells i Cruañas                      | katalán festő                                                                    | 087 | –                                                            |
| július 23. | Vaszilij Alekszandrovics Romanov orosz herceg | orosz herceg                                                                     | 081 | –                                                            |
| július 22. | Robert Körner                                 | válogatott osztrák labdarúgó                                                     | 064 | –                                                            |
| július 22. | Martti Talvela                                | finn operaénekes                                                                 | 054 | –                                                            |
| július 20. | Valentine Bargmann                            | német-amerikai matematikus és fizikus                                            | 081 |                                                              |
| július 20. | José Augusto Brandão                          | válogatott brazil labdarúgó                                                      | 078 | –                                                            |
| július 20. | Lauro Corona                                  | brazil színész és énekes                                                         | 032 |                                                              |
| július 20. | Erwin Sietas                                  | olimpiai ezüstérmes (1936) német úszó                                            | 078 |                                                              |
| július 20. | Mary Treen                                    | amerikai színésznő                                                               | 082 |                                                              |
| július 19. | Vivian Reed                                   | amerikai színésznő                                                               | 095 |                                                              |
| július 19. | Carl-Heinz Schroth                            | osztrák-német színész, rendező                                                   | 087 |                                                              |
| július 19. | Itó Sindzsó                                   | Sinnyo-en buddhista iskola alapítója                                             | 083 | –                                                            |
| július 18. | Xaquín Lorenzo                                | galiciai író, történész, etnográfus                                              | 082 |                                                              |
| július 18. | Rebecca Schaeffer                             | amerikai modell, színésznő                                                       | 021 |                                                              |
| július 17. | Csontos Tamás                                 | politikus, a Demokrata Néppárt országgyűlési képviselője                         | 064 | –                                                            |
| július 17. | Paul Lemerle                                  | francia történész, bizantológus                                                  | 086 |                                                              |
| július 16. | Nicolás Guillén                               | kubai költő, újságíró                                                            | 087 | –                                                            |
| július 16. | Herbert von Karajan                           | osztrák karmester                                                                | 081 | –                                                            |
| július 15. | Laurie Cunningham                             | válogatott angol labdarúgó                                                       | 033 |                                                              |
| július 15. | Nesuhi Ertegün                                | török származású amerikai zenei producer                                         | 071 | [ 15 ]                                                       |
| július 15. | Maria Kuncewiczowa                            | lengyel író, lektor, műfordító                                                   | 093 | Archiválva 2021. április 19-i dátummal a Wayback Machine-ben |
| július 14. | Cecilia García Gilarte                        | spanyol-baszk író, újságíró, esszéíró                                            | 073 | –                                                            |
| július 14. | Rohonyi Vilmos                                | műszaki író                                                                      | 083 | –                                                            |
| július 12. | Baintner Károly                               | mezőgazdasági mérnök, állatorvos, kandidátus                                     | 083 | –                                                            |
| július 12. | Sidney Hook                                   | amerikai filozófus                                                               | 086 |                                                              |
| július 12. | Mijamoto Maszao                               | japán költő, prózaíró és műfordító                                               | 076 | –                                                            |
| július 12. | Carlos Puebla                                 | kubai énekes, gitáros, dalszerző                                                 | 071 | –                                                            |
| július 12. | Alberto Radi                                  | olimpiai ezüstérmes (1948) olasz evezős                                          | 069 |                                                              |
| július 11. | Kovács Andor                                  | gitárművész, zenetanár, zenekarvezető                                            | 060 | –                                                            |
| július 11. | Horia Macellariu                              | román ellentengernagy, a második világháború idején a román flotta főparancsnoka | 095 | –                                                            |
| július 11. | Laurence Olivier                              | Oscar-díjas angol színész                                                        | 082 | –                                                            |
| július 10. | Mel Blanc                                     | amerikai színész, komikus                                                        | 081 | –                                                            |
| július 10. | Csanda Sándor                                 | irodalomtörténész                                                                | 061 | –                                                            |
| július 10. | Kárpáti István                                | botanikus                                                                        | 065 | –                                                            |
| július 9.  | Orbán Ferenc                                  | atléta, magasugró                                                                | 084 | –                                                            |
| július 8.  | Bognár András                                 | irodalomtörténész, nyelvész                                                      | 057 | –                                                            |
| július 7.  | Irene Bernasconi                              | argentin tengerbiológus                                                          | 092 | –                                                            |
| július 7.  | Feleki László                                 | író, újságíró, sportújságíró, humorista                                          | 080 | –                                                            |
| július 6.  | Jean Bouise                                   | francia színész                                                                  | 060 |                                                              |
| július 6.  | Kádár János                                   | kommunista politikus                                                             | 077 | –                                                            |
| július 5.  | Ernesto Halffter                              | spanyol zeneszerző, karmester                                                    | 084 |                                                              |
| július 4.  | Leyla Məmmədbəyova                            | szovjet-azeri pilóta, ejtőernyős, oktató                                         | 079 | –                                                            |
| július 4.  | Vin Maung                                     | burmai politikus, köztársasági elnök (1957–1962)                                 | 073 | –                                                            |
| július 3.  | Jim Backus                                    | amerikai színész                                                                 | 076 |                                                              |
| július 3.  | Farkasdy Zoltán                               | Kossuth-díjas építész                                                            | 066 | –                                                            |
| július 2.  | Jean Painlevé                                 | francia dokumentumfilm-rendező, biológus                                         | 086 | –                                                            |
| július 2.  | Franklin J. Schaffner                         | amerikai színházi- és filmrendező                                                | 069 |                                                              |
| július 2.  | Wilfrid Sellars                               | amerikai filozófus                                                               | 077 |                                                              |
| július 2.  | Ben Wright                                    | angol-amerikai színész                                                           | 074 |                                                              |
| július 1.  | Rajeczky Benjamin                             | ciszterci szerzetes, zenetörténész, népzenekutató                                | 087 | –                                                            |

## Június
| Dátum      | Név                            | Foglalkozás / tisztség                                                                | Kor | Forrás |
| ---------- | ------------------------------ | ------------------------------------------------------------------------------------- | --- | ------ |
| június 30. | Hilmar Baunsgaard              | dán politikus, miniszterelnök (1968–1971)                                             | 069 |        |
| június 29. | Ihász Gábor                    | dalszerző, énekes                                                                     | 042 | –      |
| június 28. | Joris Ivens                    | holland kommunista dokumentumfilmes                                                   | 090 | –      |
| június 28. | Alfredo Sadel                  | venezuelai énekes és színész                                                          | 059 |        |
| június 27. | A. J. Ayer (Alfred Jules Ayer) | angol filozófus                                                                       | 078 |        |
| június 27. | Michele Lupo                   | olasz filmrendező                                                                     | 056 |        |
| június 27. | Stevan Vilotić                 | jugoszláv labdarúgó, edző                                                             | 063 | –      |
| június 22. | Henri Sauguet                  | francia zeneszerző                                                                    | 088 |        |
| június 21. | Lee Calhoun                    | olimpiai bajnok (1956 és 1960) amerikai futó                                          | 056 |        |
| június 21. | Katona Ferenc                  | Jászai Mari-díjas színházi rendező, színigazgató                                      | 063 | –      |
| június 20. | Bárczy Kató                    | színésznő                                                                             | 067 | –      |
| június 20. | Hans Conzelmann                | német teológus                                                                        | 073 | –      |
| június 20. | Veikko Lommi                   | olimpiai bronzérmes (1952) finn evezős                                                | 071 |        |
| június 19. | Betti Alver                    | észt költő, író                                                                       | 082 | –      |
| június 19. | Andrej Prokofjev               | olimpiai bajnok (Atlétika az 1980. évi nyári olimpiai játékokon) szovjet rövidtávfutó | 030 |        |
| június 18. | Ennio Balbo                    | olasz színész                                                                         | 067 |        |
| június 18. | George C. Pimentel             | Wolf-díjas amerikai kémikus                                                           | 067 |        |
| június 17. | Stanley David Griggs           | amerikai űrhajós, altengernagy                                                        | 049 | –      |
| június 16. | Miloslav Bednařík              | olimpiai ezüstérmes (1988) cseh sportlövő                                             | 024 |        |
| június 16. | Helga Haase                    | olimpiai bajnok (1960) német korcsolyázó                                              | 055 |        |
| június 16. | Arthur Häggblad                | olimpiai bronzérmes (1936) svéd síelő                                                 | 081 |        |
| június 16. | Nógrádi Róbert                 | Jászai Mari-díjas színházi rendező, színigazgató                                      | 060 | –      |
| június 15. | Victor French                  | amerikai színész és rendező                                                           | 054 | –      |
| június 15. | Ray McAnally                   | ír színész                                                                            | 063 |        |
| június 13. | Rodé Iván                      | orvos, rákkutató                                                                      | 079 | –      |
| június 12. | Eduardo Dualde                 | olimpiai bronzérmes (1960) spanyol gyeplabdázó                                        | 055 |        |
| június 11. | Gergely János                  | botanikus                                                                             | 061 | –      |
| június 10. | James Greenway                 | amerikai ornitológus                                                                  | 086 | –      |
| június 10. | Richard Quine                  | amerikai színész                                                                      | 068 |        |
| június 9.  | George Wells Beadle            | amerikai genetikus                                                                    | 085 | –      |
| június 9.  | Dik Browne                     | amerikai képregényalkotó                                                              | 071 |        |
| június 8.  | Biller Irén                    | színésznő, táncosnő                                                                   | 092 | –      |
| június 8.  | Novobáczky Sándor              | újságíró, humorista                                                                   | 065 | –      |
| június 7.  | Jim Cristy                     | olimpiai bronzérmes (1932) amerikai úszó                                              | 076 |        |
| június 7.  | Chico Landi                    | brazil autóversenyző                                                                  | 081 | –      |
| június 7.  | Paulo Leminski                 | brazil költő, író, irodalomkritikus, műfordító                                        | 044 |        |
| június 7.  | Nara Leão                      | brazil zeneszerző, zenész, énekesnő                                                   | 047 |        |
| június 6.  | Bohumil Steigenhöfer           | Európa-bajnok csehszlovák válogatott cseh jégkorongozó                                | 084 | –      |
| június 6.  | Einar Fróvin Waag              | feröeri sörfőző, vállalkozó, politikus                                                | 094 | –      |
| június 5.  | Baby Huwae                     | hollandiai születésű indonéz színésznő                                                | 049 | –      |
| június 5.  | André Michel                   | francia filmrendező                                                                   | 079 |        |
| június 4.  | Cecil Collins                  | angol festő és grafikus                                                               | 081 |        |
| június 3.  | Ruholláh Homeini               | 1979-es iráni forradalom egyik vezéralakja, Irán vezetője (1979–1989)                 | 086 | –      |
| június 2.  | Guido Agosti                   | olasz zongoraművész, zeneszerző, zenepedagógus                                        | 087 |        |
| június 2.  | Josep Viladomat                | katalán szobrász                                                                      | 090 |        |
| június 1.  | Robert Chidlaw-Roberts         | walesi származású angol ászpilóta, katona                                             | 093 | –      |

## Május
| Dátum     | Név                             | Foglalkozás / tisztség                                                                                  | Kor | Forrás |
| --------- | ------------------------------- | --- | --- | ------ |
| május 31. | Willi Horn                      | olimpiai ezüstérmes (1936) német kenus                                                                  | 080 |        |
| május 31. | Massimo Serato                  | olasz filmszínész                                                                                       | 073 | –      |
| május 30. | Gianfranco Cimmino              | olasz matematikus                                                                                       | 081 |        |
| május 30. | Jane Fauntz                     | olimpiai bronzérmes (1932) amerikai műugró                                                              | 078 |        |
| május 30. | Zinka Kunc (Zinka Milanov)      | horvát operaénekesnő                                                                                    | 083 |        |
| május 30. | Claude Pepper                   | amerikai politikus, szenátor                                                                            | 088 | –      |
| május 29. | John Cipollina                  | amerikai rockgitáros                                                                                    | 045 |        |
| május 29. | George C. Homans                | amerikai szociológus                                                                                    | 078 |        |
| május 29. | Giuseppe Patanè                 | olasz karmester                                                                                         | 057 |        |
| május 28. | Mária Hájková                   | szlovák színésznő                                                                                       | 069 | –      |
| május 28. | Joseph Van Ingelgem             | válogatott belga labdarúgó                                                                              | 077 | –      |
| május 28. | Baltasar Lopes da Silva         | zöld-foki köztársasági író, költő, nyelvész                                                             | 082 |        |
| május 28. | Simpf János                     | katolikus pap                                                                                           | 038 | –      |
| május 27. | Zygmunt Andrzej Heinrich        | lengyel hegymászó                                                                                       | 051 | –      |
| május 27. | Arszenyij Tarkovszkij           | orosz költő, műfordító                                                                                  | 081 | –      |
| május 26. | Phineas Newborn                 | amerikai dzsesszzongorista                                                                              | 057 |        |
| május 26. | Don Revie                       | angol labdarúgó, edző, szövetségi kapitány                                                              | 061 | –      |
| május 25. | Jean Despeaux                   | olimpiai bajnok (1936) francia ökölvívó                                                                 | 073 |        |
| május 25. | Esterházy Pál Mária Lajos Antal | filantróp, mecénás, a 20. században az örökös elsőszülött hercegi rang birtokosa az Esterházy családban | 088 | –      |
| május 24. | Tibay Zoltán                    | nagybőgőművész                                                                                          | 078 | –      |
| május 23. | Ansa Ikonen                     | finn színésznő                                                                                          | 075 | –      |
| május 23. | Ursula Knab                     | olimpiai ezüstérmes (1952) német futó                                                                   | 059 |        |
| május 23. | Karl Koch                       | német hacker                                                                                            | 023 | –      |
| május 23. | P. Lengyel József               | erdélyi magyar író, rádióriporter                                                                       | 050 | –      |
| május 22. | Gerd Oswald                     | német-amerikai filmrendező, forgatókönyvíró, színész, producer                                          | 069 |        |
| május 21. | Katona Jenő                     | gyártásvezető                                                                                           | 084 | –      |
| május 20. | Anton Diffring                  | német színész                                                                                           | 070 |        |
| május 20. | Fillár István                   | kétszeres Jászai Mari-díjas színművész                                                                  | 063 | –      |
| május 20. | Galgóczi Erzsébet               | Kossuth-díjas író, forgatókönyvíró                                                                      | 058 | –      |
| május 20. | John Hicks                      | Nobel-emlékdíjas brit közgazdász                                                                        | 075 |        |
| május 20. | Jamagucsi Gógen                 | japán gódzsú-kai nagymester                                                                             | 080 | –      |
| május 20. | Pavel Juráček                   | cseh forgatókönyvíró és filmrendező                                                                     | 053 |        |
| május 20. | Warren G. Magnuson              | amerikai politikus, szenátor                                                                            | 084 | –      |
| május 20. | Gilda Radner                    | amerikai színésznő                                                                                      | 042 |        |
| május 19. | Robert Webber                   | amerikai színész                                                                                        | 064 | –      |
| május 17. | Ota Hofman                      | cseh forgatókönyvíró, író                                                                               | 061 |        |
| május 17. | Finn Juhl                       | dán építész és formatervező                                                                             | 077 |        |
| május 17. | Lucia Moholy                    | osztrák fotográfus, Moholy-Nagy László felesége, a Bauhaus-mozgalom aktivistája                         | 095 |        |
| május 17. | Rékassy Csaba                   | grafikus, festő                                                                                         | 052 | –      |
| május 15. | Johnny Green                    | amerikai zongoraművész, karmester, zeneszerző, dalszerző                                                | 080 | [ 16 ] |
| május 14. | Schulek Tibor                   | evangélikus lelkész, esperes, irodalomtörténész                                                         | 085 | –      |
| május 13. | Tage Flisberg                   | világbajnoki ezüstérmes svéd asztaliteniszező                                                           | 071 | [ 17 ] |
| május 13. | Tompos Ernő                     | soproni építész, heraldikus                                                                             | 082 | –      |
| május 11. | Szász Ferenc Andor              | matematikus                                                                                             | 058 | –      |
| május 10. | Marosi Pál                      | hidrogeológus                                                                                           | 063 | –      |
| május 10. | Woody Shaw                      | amerikai dzsessztrombitás                                                                               | 044 |        |
| május 10. | Dominik Tatarka                 | szlovák író                                                                                             | 076 | –      |
| május 10. | Hassler Whitney                 | Wolf-díjas amerikai matematikus                                                                         | 082 |        |
| május 9.  | Karl Brunner                    | svájci származású amerikai közgazdász                                                                   | 073 | –      |
| május 9.  | Kárteszi Ferenc                 | matematikus                                                                                             | 082 | –      |
| május 8.  | Ferenczi Imre                   | folklórkutató, a történettudományok (néprajz) kandidátusa                                               | 058 | –      |
| május 8.  | Andreas Hillgruber              | német történész                                                                                         | 064 |        |
| május 7.  | Earl J. Hamilton                | amerikai történész, gazdaságtörténész                                                                   | 089 |        |
| május 7.  | Guy Williams                    | amerikai színész                                                                                        | 065 | –      |
| május 5.  | Szendrey Mihály                 | színész                                                                                                 | 086 | –      |
| május 4.  | Taller Mátyás                   | zeneszerző                                                                                              | 085 | –      |
| május 3.  | Christine Jorgensen             | első olyan legismertebb személy, akin nem-átalakító műtétet hajtottak végre                             | 062 | –      |
| május 3.  | Muriel Ostriche                 | amerikai színésznő                                                                                      | 092 |        |
| május 1.  | František Graus                 | cseh-német történész                                                                                    | 067 |        |
| május 1.  | Antonio Janigro                 | olasz csellista és karmester                                                                            | 071 |        |
| május 1.  | Vagyim Jefremovics              | szovjet matematikus                                                                                     | 085 | –      |
| május 1.  | Marion Mack                     | amerikai színésznő és forgatókönyvíró                                                                   | 087 |        |
| május 1.  | Edward Ochab                    | lengyel kommunista politikus, államfő                                                                   | 082 |        |
| május 1.  | David Webster                   | dél-afrikai kulturális antropológus, polgárjogi harcos                                                  | 044 | –      |

## Április
| Dátum       | Név                  | Foglalkozás / tisztség                                                                        | Kor | Forrás |
| ----------- | -------------------- | --------------------------------------------------------------------------------------------- | --- | ------ |
| április 30. | Gottfried Köthe      | osztrák-német matematikus                                                                     | 083 |        |
| április 30. | Sergio Leone         | olasz filmrendező, a spagettiwestern nagy úttörője                                            | 060 | –      |
| április 30. | Pierre Lewden        | olimpiai bronzérmes (1924) francia atléta, magasugró                                          | 088 | [ 18 ] |
| április 29. | Ijjas József         | római katolikus pap, kalocsai érsek                                                           | 088 | –      |
| április 28. | Jack Cummings        | amerikai filmrendező és producer                                                              | 089 |        |
| április 28. | Cziffra Géza         | író, költő, filmrendező                                                                       | 088 | –      |
| április 28. | Tabi László          | József Attila-díjas író                                                                       | 078 | –      |
| április 27. | Macusita Konoszuke   | japán gyáros, üzletember, a Panasonic alapítója                                               | 094 |        |
| április 27. | Julia Smith          | amerikai zeneszerző, zongoraművész, zenei szakíró                                             | 084 |        |
| április 26. | Lucille Ball         | amerikai színésznő                                                                            | 077 |        |
| április 26. | Judith Dornys        | magyar származású kanadai színésznő és táncosnő                                               | 048 |        |
| április 25. | Hajas Ilona          | Kazinczy-díjas televíziós bemondó, műsorvezető                                                | 038 | –      |
| április 25. | Michael J. Moravcsik | magyar származású amerikai fizikus, informatikus                                              | 060 | –      |
| április 24. | Franz Binder         | osztrák labdarúgó és labdarúgóedző                                                            | 077 |        |
| április 24. | Clyde Geronimi       | amerikai animációs rendező                                                                    | 087 |        |
| április 24. | Federico Sáiz        | spanyol labdarúgó                                                                             | 076 | –      |
| április 24. | Edgar Sanabria       | venezuelai jogász, politikus, államelnök (1958–1959)                                          | 077 |        |
| április 23. | Marc Daniels         | amerikai televíziós rendező                                                                   | 077 |        |
| április 23. | Hódos Imre           | olimpiai bajnok birkózó                                                                       | 061 | –      |
| április 22. | Kulin György         | csillagász, számos kisbolygó és egy üstökös felfedezője                                       | 084 | –      |
| április 22. | Emilio Segrè         | Nobel-díjas olasz-amerikai fizikus                                                            | 084 |        |
| április 21. | Jón Gunnar Árnason   | izlandi szobrász                                                                              | 057 |        |
| április 21. | James Kirkwood       | amerikai drámaíró, író, színész                                                               | 064 |        |
| április 19. | Daphne du Maurier    | angol író                                                                                     | 081 |        |
| április 19. | Zágoni Attila        | erdélyi magyar író                                                                            | 043 | –      |
| április 18. | Hilde Benjamin       | német kommunista politikus, az NDK igazságügyi minisztere                                     | 087 | –      |
| április 18. | Vlasta Matulová      | cseh színésznő                                                                                | 070 |        |
| április 17. | Hillinger János      | orvos                                                                                         | 076 | –      |
| április 15. | Federico Gay         | olasz kerékpárversenyző                                                                       | 092 |        |
| április 15. | Hu Jaopang           | kínai politikus, a kommunista párt főtitkára                                                  | 073 |        |
| április 15. | Bernard-Marie Koltès | francia drámaíró, színházi rendező                                                            | 041 | –      |
| április 15. | Charles Vanel        | francia színész és filmrendező                                                                | 096 |        |
| április 14. | Valdemar Laursen     | dán labdarúgó                                                                                 | 088 | –      |
| április 13. | Erich Herrmann       | olimpiai- és világbajnok német kézilabdázó                                                    | 074 | –      |
| április 12. | Csurja Tamás         | operaénekes (bariton)                                                                         | 029 | –      |
| április 12. | Abbie Hoffman        | amerikai politikai és társadalmi aktivista, anarchista, a Youth International Party alapítója | 052 |        |
| április 12. | Sugar Ray Robinson   | profi amerikai ökölvívó, korábbi váltó- és középsúlyú világbajnok                             | 067 | –      |
| április 12. | Tilda Thamar         | argentin-francia színésznő                                                                    | 067 |        |
| április 10. | Joan Barry           | brit színésznő                                                                                | 085 |        |
| április 10. | Nádasdy János        | festőművész                                                                                   | 082 | –      |
| április 9.  | Birger Holmqvist     | olimpiai és világbajnoki ezüstérmes svéd jégkorongozó                                         | 088 | –      |
| április 9.  | Friedrich Ritter     | német botanikus és geológus                                                                   | 090 | –      |
| április 6.  | Torsten Billman      | svéd grafikus, illusztrátor                                                                   | 079 | –      |
| április 6.  | Tapani Niku          | olimpiai bronzérmes (1924) finn síelő                                                         | 094 |        |
| április 6.  | Michael Reusch       | olimpiai bajnok (1948) svájci tornász                                                         | 075 |        |
| április 5.  | Frank Foss           | olimpiai bajnok (1920) amerikai rúdugró                                                       | 093 |        |
| április 5.  | Karel Zeman          | cseh filmrendező, animátor, képzőművész                                                       | 078 |        |
| április 4.  | Hajós Imre           | labdarúgó                                                                                     | 055 | –      |
| április 4.  | Madeline Hurlock     | amerikai színésznő                                                                            | 089 |        |
| április 3.  | Sarah Vaughan        | amerikai dzsesszénekesnő                                                                      | 066 | –      |
| április 2.  | Inez Clare Verdoorn  | dél-afrikai botanikus                                                                         | 092 | –      |
| április 1.  | Csiky Tibor          | szobrász, éremművész                                                                          | 056 | –      |
| április 1.  | Egons Līvs           | lett író, forgatókönyvíró                                                                     | 064 |        |
| április 1.  | George Robledo       | chilei-angol labdarúgó                                                                        | 062 | –      |

## Március
| Dátum       | Név                        | Foglalkozás / tisztség                                                                                                  | Kor | Forrás |
| ----------- | -------------------------- | --- | --- | ------ |
| március 31. | Hugh Alessandroni          | amerikai tőrvívó | 081 | –      |
| március 29. | Bernard Blier              | francia színész | 073 | –      |
| március 29. | Carl Munters               | svéd mérnök, feltaláló                                                                                                  | 092 | –      |
| március 28. | Robert J. Wilke            | amerikai színész | 074 |        |
| március 27. | May Allison                | amerikai színésznő | 098 |        |
| március 27. | Claudio Santoro            | brazil zeneszerző és karmester                                                                                          | 069 |        |
| március 27. | Jack Starrett              | amerikai színész és filmrendező                                                                                         | 052 |        |
| március 26. | Māris Liepa                | szovjet-lett balett-táncos                                                                                              | 052 | [ 19 ] |
| március 26. | Asbjørn Ruud               | világbajnok (1938) norvég síugró                                                                                        | 069 |        |
| március 25. | Reginald Le Borg           | osztrák-amerikai filmrendező                                                                                            | 086 |        |
| március 23. | George Marthins            | olimpiai bajnok (1928) indiai gyeplabdázó                                                                               | 073 |        |
| március 21. | Sipos László               | színész | 032 | –      |
| március 20. | Mogens Lüchow              | világbajnok dán párbajtőrvívó                                                                                           | 070 | –      |
| március 20. | Dina Sfat                  | brazil színész | 050 | –      |
| március 19. | Alan Civil                 | brit kürtjátékos | 059 |        |
| március 19. | Gelley Kornél              | Jászai Mari-díjas színművész                                                                                            | 057 | –      |
| március 19. | Valérie Quennessen         | francia színpadi és filmszínésznő                                                                                       | 031 | –      |
| március 18. | Harold Jeffreys            | brit matematikus, statisztikus, geofizikus, csillagász                                                                  | 097 |        |
| március 17. | Merritt Butrick            | amerikai színész | 029 |        |
| március 17. | Uher Ödön                  | filmrendező, operatőr, feltaláló                                                                                        | 096 | –      |
| március 16. | Balázs János               | angol színész | 074 | –      |
| március 16. | Csabay László              | operaénekes (tenor) | 081 | –      |
| március 15. | Manlio Di Rosa             | olasz tőrvívó | 074 | –      |
| március 14. | Edward Abbey               | amerikai író, esszéíró, környezetvédő aktivista                                                                         | 062 |        |
| március 14. | Gladys Pyle                | amerikai politikus | 098 | –      |
| március 14. | Zita magyar királyné       | a Bourbon-házból származó parmai hercegnő, 1916–1918 között Ausztria császárnéja, Magyarország és Csehország királynéja | 096 | –      |
| március 13. | Carl Dahlhaus              | német muzikológus | 060 |        |
| március 13. | Veszeley Mária             | színésznő | 061 | –      |
| március 12. | Maurice Evans              | angol-amerikai színész                                                                                                  | 087 |        |
| március 11. | John J. McCloy             | amerikai jogász, elnöki tanácsadó és bankár                                                                             | 093 |        |
| március 10. | Maurizio Merli             | olasz színész | 049 |        |
| március 9.  | Robert Mapplethorpe        | amerikai fotóművész | 042 | –      |
| március 9.  | Hilda Strike               | olimpiai ezüstérmes (1932) kanadai futó                                                                                 | 078 |        |
| március 8.  | Jelizaveta Ivanovna Bikova | szovjet sakkozó, női sakkvilágbajnok                                                                                    | 075 | –      |
| március 8.  | Albert De Roocker          | belga tőrvívó | 085 | –      |
| március 8.  | Mészáros Ági               | kétszeres Kossuth-díjas színésznő                                                                                       | 074 | –      |
| március 8.  | Luigi Rovati               | olimpiai ezüstérmes (1932) olasz ökölvívó                                                                               | 084 |        |
| március 6.  | Harry Andrews              | angol színész | 077 | –      |
| március 6.  | Hans-Joachim Hannemann     | olimpiai bronzérmes (1936) német evezős                                                                                 | 073 |        |
| március 6.  | Franca Marzi               | olasz színésznő | 062 |        |
| március 6.  | Molnár Imre                | pedagógus, helytörténész                                                                                                | 068 | –      |
| március 5.  | Jászai József              | tanár, múzeumalapító, helytörténész                                                                                     | 091 | –      |
| március 2.  | Liviu Cornel Babeș         | román festő, a kommunista diktatúra mártírja                                                                            | 046 | –      |
| március 2.  | Kertész Tamás              | válogatott labdarúgó, edző                                                                                              | 059 | –      |
| március 1.  | André Muffang              | francia sakkozó | 091 |        |
| március 1.  | Pirk János                 | festő, grafikus | 085 | –      |

## Február
| Dátum       | Név                                 | Foglalkozás / tisztség                                                                  | Kor | Forrás |
| ----------- | ----------------------------------- | --------------------------------------------------------------------------------------- | --- | ------ |
| február 28. | Bernard Beryl Brodie                | brit-amerikai biokémikus és farmakológus                                                | 081 | –      |
| február 28. | Aurélio Buarque de Holanda Ferreira | brazil lexikográfus, író, műfordító, irodalomkritikus                                   | 078 |        |
| február 27. | Paul Oswald Ahnert                  | német csillagász                                                                        | 091 |        |
| február 27. | Hirschler Imre                      | szülész-nőgyógyász, kórházi főorvos                                                     | 082 | –      |
| február 27. | Göran Larsson                       | olimpiai bronzérmes (1952) svéd úszó                                                    | 056 |        |
| február 27. | Konrad Lorenz                       | osztrák zoológus, ornitológus                                                           | 085 | –      |
| február 27. | Bas Paauwe                          | válogatott holland labdarúgó                                                            | 077 | –      |
| február 27. | Borisz Szkoszirev                   | orosz fehérgárdista emigráns, 1934 júliusában Andorra társhercege                       | 093 | –      |
| február 26. | Roy Eldridge                        | amerikai dzsesszzenész                                                                  | 078 | –      |
| február 26. | Éloi Meulenberg                     | világbajnok (országútikerékpár-világbajnokság) (1937) belga kerékpárversenyző           | 076 |        |
| február 24. | Norris Cotton                       | amerikai politikus, szenátor                                                            | 088 | –      |
| február 23. | Hans Hellmut Kirst                  | német író                                                                               | 074 |        |
| február 22. | Joan Woodbury                       | amerikai színésznő                                                                      | 073 |        |
| február 21. | Kiss József László                  | tanár, iskolaigazgató, ifjúsági regényíró                                               | 066 | –      |
| február 21. | Márai Sándor                        | író, költő, újságíró                                                                    | 088 | –      |
| február 21. | Alex Thépot                         | válogatott francia labdarúgó                                                            | 082 | –      |
| február 20. | Kovács Kálmán                       | fizikus                                                                                 | 051 | –      |
| február 20. | Betty Mars                          | francia énekesnő és színésznő                                                           | 044 |        |
| február 20. | Manuel Rosas                        | mexikói labdarúgó                                                                       | 076 | –      |
| február 19. | Kálmán György                       | Kossuth-díjas színész                                                                   | 063 | –      |
| február 18. | John Bailey                         | brit színész                                                                            | 076 |        |
| február 17. | Guy Laroche                         | francia divattervező                                                                    | 067 | –      |
| február 17. | Jan Vreede                          | olimpiai bronzérmes (1924) holland vitorlázó                                            | 089 |        |
| február 16. | Arne Jørgensen                      | dán tornász                                                                             | 091 | –      |
| február 15. | Hüseyin Akbaş                       | olimpiai ezüstérmes (1964) és többszörös világbajnok török birkózó                      | 056 |        |
| február 15. | Antonio Garzoni Provenzani          | olimpiai bronzérmes (1932) olasz evezős                                                 | 082 |        |
| február 15. | Alekszandr Travin                   | olimpiai ezüstérmes (1964) szovjet kosárlabdázó                                         | 051 |        |
| február 14. | James Bond                          | amerikai ornitológus, Ian Fleming által kitalált 007-es brit titkos ügynök névadója     | 089 | –      |
| február 14. | Duncan Gregg                        | olimpiai bajnok (1932) amerikai evezős                                                  | 078 |        |
| február 14. | Juan Marrero Pérez                  | spanyol labdarúgó                                                                       | 083 | –      |
| február 12. | Thomas Bernhard                     | osztrák író                                                                             | 058 | –      |
| február 12. | Attilio Dottesio                    | olasz színész                                                                           | 079 |        |
| február 11. | T. E. B. Clarke                     | brit író, forgatókönyvíró                                                               | 081 |        |
| február 11. | Leon Festinger                      | szociálpszichológus, a kognitív disszonancia elméletének megalkotója                    | 069 | –      |
| február 9.  | Tezuka Oszamu                       | japán képregényíró                                                                      | 060 | –      |
| február 8.  | Nyergesi István                     | festő                                                                                   | 088 | –      |
| február 7.  | Gilbert Simondon                    | francia filozófus                                                                       | 064 |        |
| február 6.  | André Cayatte                       | francia filmrendező, forgatókönyvíró                                                    | 080 | –      |
| február 6.  | King Tubby                          | jamaicai hangmérnök, zenész                                                             | 048 | –      |
| február 6.  | Barbara W. Tuchman                  | amerikai író, újságíró, történész                                                       | 077 |        |
| február 5.  | Jávor Pál                           | válogatott labdarúgó, edző                                                              | 082 | –      |
| február 5.  | Joe Raposo                          | portugál származású amerikai zeneszerző (Szezám utca), dalszerző, zongoraművész, énekes | 051 |        |
| február 5.  | Tariska István                      | orvos, neurológus                                                                       | 073 | –      |
| február 4.  | Thorkild Hansen                     | dán író                                                                                 | 062 |        |
| február 4.  | Trevor Lucas                        | ausztrál folk-rock énekes, a Fairport Convention tagja                                  | 045 |        |
| február 3.  | John Cassavetes                     | görög-amerikai színész, forgatókönyvíró, rendező                                        | 059 | –      |
| február 3.  | Ebbe Langberg                       | dán színész és filmrendező                                                              | 055 |        |
| február 3.  | Lionel Newman                       | amerikai filmzeneszerző és zongoraművész                                                | 073 |        |
| február 3.  | Radnót Magda                        | állami díjas orvos, szemész                                                             | 077 | –      |
| február 2.  | Ondrej Nepela                       | olimpiai bajnok (1972) szlovák korcsolyázó                                              | 038 |        |
| február 2.  | Walter M. Scott                     | Oscar-díjas amerikai látványtervező                                                     | 082 |        |
| február 2.  | Timár Béla                          | Jászai Mari-díjas színész, rendező                                                      | 041 | –      |
| február 1.  | Elaine de Kooning                   | amerikai festő                                                                          | 070 |        |
| február 1.  | Martinkó András                     | irodalomtörténész, nyelvész                                                             | 076 |        |
| február 1.  | Erik Persson                        | válogatott svéd labdarúgó, edző, bandy-játékos és jégkorongozó                          | 080 | –      |

## Január
| Dátum      | Név                           | Foglalkozás / tisztség                                                         | Kor | Forrás                                                      |
| ---------- | ----------------------------- | ------------------------------------------------------------------------------ | --- | ----------------------------------------------------------- |
| január 31. | Osborne Anderson              | amerikai jégkorongozó                                                          | 080 | –                                                           |
| január 31. | Fernando Namora               | portugál író és orvos                                                          | 069 |                                                             |
| január 31. | William Stephenson            | kanadai iparmágnás                                                             | 093 | –                                                           |
| január 29. | Safia Ketou                   | algériai költő, sci-fi- és drámaíró                                            | 044 |                                                             |
| január 28. | Halina Konopacka              | olimpiai bajnok lengyel atléta, diszkoszvető                                   | 088 | –                                                           |
| január 28. | Korányi Imre                  | mérnök, statikus, számos híd tervezője                                         | 093 | –                                                           |
| január 28. | Papp László                   | Európa-bajnok és olimpiai ezüstérmes birkózó, mesteredző, szakíró, sportvezető | 084 | –                                                           |
| január 27. | Willibald Kreß                | világbajnoki bronzérmes német labdarúgó                                        | 082 | –                                                           |
| január 27. | Thomas Sopwith                | Európa-bajnok brit jégkorongozó                                                | 101 | –                                                           |
| január 26. | William Forrest               | amerikai színész                                                               | 086 |                                                             |
| január 26. | Diana Pizzavini               | olimpiai ezüstérmes (1928) olasz tornász                                       | 077 |                                                             |
| január 26. | George Schroth                | olimpiai bronzérmes (1924) amerikai vízilabdázó                                | 089 |                                                             |
| január 24. | Ted Bundy                     | amerikai sorozatgyilkos                                                        | 042 | –                                                           |
| január 24. | Roberto Figueroa              | olimpiai bajnok (1928) uruguayi labdarúgó                                      | 082 |                                                             |
| január 24. | Makár Alajos                  | festőművész                                                                    | 061 | –                                                           |
| január 24. | Nagy Árpád                    | régész                                                                         | 043 | –                                                           |
| január 23. | Boér Géza                     | pedagógus, költő                                                               | 036 | –                                                           |
| január 23. | Salvador Dalí                 | katalán-spanyol festőművész                                                    | 084 | –                                                           |
| január 23. | Jaroslav Foglar               | cseh író, ifjúsági szerző, újságíró, forgatókönyvíró                           | 091 |                                                             |
| január 23. | Robert Gerhardt               | olimpiai bronzérmes (1924) amerikai evezős                                     | 085 |                                                             |
| január 22. | Sydney Goldstein              | brit matematikus                                                               | 085 |                                                             |
| január 22. | Weöres Sándor                 | Kossuth-díjas költő, író, műfordító, irodalomtudós                             | 075 | –                                                           |
| január 21. | Nicolas Esquillan             | francia hídépítő mérnök                                                        | 086 |                                                             |
| január 21. | Billy Tipton                  | amerikai dzsesszzenész                                                         | 074 |                                                             |
| január 20. | Józef Cyrankiewicz            | lengyel kommunista politikus, miniszterelnök                                   | 077 | –                                                           |
| január 20. | Beatrice Lillie               | kanadai-brit színésznő                                                         | 094 |                                                             |
| január 20. | Wenzel Profant                | luxemburgi festő és szobrász                                                   | 075 |                                                             |
| január 19. | Asbjørn Nesheim               | norvég nyelvész, a számi nyelvek kutatója                                      | 082 |                                                             |
| január 19. | Norma Varden                  | angol-amerikai színésznő                                                       | 090 |                                                             |
| január 19. | Veress Ferenc                 | erdélyi magyar orvos, bőrgyógyász, orvosi szakíró                              | 081 | –                                                           |
| január 18. | Nils Axelsson                 | svéd labdarúgó                                                                 | 083 | –                                                           |
| január 18. | Bruce Chatwin                 | angol regényíró                                                                | 048 | –                                                           |
| január 18. | Szabolcsi Gábor               | kritikus, irodalomtörténész, szerkesztő                                        | 067 | –                                                           |
| január 17. | Gordon L. Allott              | amerikai politikus, Colorado szenátora (1955–1973)                             | 095 | –                                                           |
| január 17. | Günther Lorentz               | német tengeralattjáró-kapitány a második világháborúban                        | 075 | –                                                           |
| január 17. | Óscar Vargas Prieto           | perui katona, politikus, miniszterelnök (1975–1976)                            | 071 | –                                                           |
| január 17. | Alfredo Zitarrosa             | uruguayi zenész, énekes, költő, újságíró                                       | 052 |                                                             |
| január 13. | Artur Moro                    | erza nemzetiségű költő                                                         | 079 | –                                                           |
| január 12. | Zygmunt Hübner                | lengyel színész, rendező, színházigazgató                                      | 058 | Archiválva 2021. június 15-i dátummal a Wayback Machine-ben |
| január 11. | Ábrahám Ambrus Andor          | zoológus, ideghisztológus, a Magyar Tudományos Akadémia tagja                  | 095 | –                                                           |
| január 11. | José Luis Bustamante y Rivero | perui politikus, köztársasági elnök (1945–1948)                                | 094 |                                                             |
| január 10. | Cristea Avram (Chris Avram)   | román színész                                                                  | 057 |                                                             |
| január 10. | Valentyin Glusko              | ukrán származású szovjet mérnök                                                | 080 | –                                                           |
| január 9.  | Bäck Manci                    | fotográfus, fotóművész                                                         | 097 | –                                                           |
| január 9.  | Lottlisa Behling              | német botanikus és művészettörténész                                           | 079 | –                                                           |
| január 9.  | Johnny Jordaan                | holland énekes                                                                 | 064 |                                                             |
| január 9.  | Marshall Harvey Stone         | amerikai matematikus, az Amerikai Matematikai Társaság elnöke (1943–1944)      | 085 |                                                             |
| január 8.  | Ronald DiPerna                | amerikai matematikus                                                           | 041 |                                                             |
| január 8.  | Frank Sullivan                | kanadai jégkorongozó                                                           | 090 | –                                                           |
| január 7.  | Frank Adams                   | brit matematikus                                                               | 058 |                                                             |
| január 7.  | Hirohito                      | japán császár (1926–1989)                                                      | 087 | –                                                           |
| január 7.  | Jeney Zoltán                  | jégkorongozó                                                                   | 078 | –                                                           |
| január 7.  | Ugo Pignotti                  | olimpiai és világbajnok olasz vívó                                             | 090 | –                                                           |
| január 6.  | Edmund Leach                  | brit antropológus                                                              | 078 |                                                             |
| január 6.  | Elisa Lispector               | ukrajnai zsidó származású brazil író és regényíró                              | 077 | –                                                           |
| január 5.  | Philip Herschkowitz           | román-orosz zeneszerző                                                         | 082 |                                                             |
| január 5.  | Dexter Masters                | amerikai író, újságíró                                                         | 079 | –                                                           |
| január 5.  | Mester Miklós                 | történész, politikus, országgyűlési képviselő                                  | 082 | –                                                           |
| január 5.  | Zoltán Pál                    | katonatiszt, politikus                                                         | 091 | –                                                           |
| január 4.  | Furuta Dzsunko                | meggyilkolt japán diáklány                                                     | 017 |                                                             |
| január 3.  | Robert Banks                  | amerikai kémikus                                                               | 067 |                                                             |
| január 3.  | Eddie Heywood                 | amerikai dzsesszzongorista                                                     | 073 |                                                             |
| január 3.  | Robert Thomas                 | francia drámaíró, színházi- és filmrendező                                     | 058 |                                                             |
| január 3.  | Jean Willes                   | amerikai színésznő                                                             | 065 |                                                             |
| január 2.  | Czipauer János                | Balázs Béla-díjas filmvágó                                                     | 062 | –                                                           |